# Список пам'яток історії та культури Києва (А—Л)
В статті наведений перелік пам'яток історії та культури в місті Київ, які включені до першої частини книги «Київ» Зводу пам'яток історії та культури України, що була видана у 1999 році.
Наступні частини: частина 2 (М—С) (2004), частина 3 (С—Я) (2011).
Умовні позначення типу пам'ятки:
- а — археологічна
- А — архітектурна
- і — історична
- М — монументального мистецтва
- мб — містобудівна

## Частина 1, А—Л
| Номер     | Пам'ятка | Тип пам'ятки | Дата будівництва                | Пам'ятка історії, де … | Примітки                                      |
| --------- | --- | ------------ | ------------------------------- | --- | --------------------------------------------- |
| 1         | Андріївська церква, Андріївський узвіз, 23 | А, і, М      | 1747–1962                       | |                                               |
| 1.2       | Могила Муравйова А. М. | І            |                                 | |                                               |
| 2         | Андріївський узвіз | А, і, мб     | XVIII–XX ст.                    | |                                               |
| 2.1       | Альтанка, біля підніжжя платформи Андріївської церкви | А            | 1897–1998                       | |                                               |
| 2.2       | Житловий будинок № 2-а | А            | Кін. XVIII — поч. XX ст.        | |                                               |
| 2.3       | Житловий будинок № 2-б | А            | 1913–1915                       | |                                               |
| 2.4       | Житловий будинок № 2-в | А            | 1909–1910                       | |                                               |
| 2.5       | Житловий будинок № 3/24 | А            | 1914                            | |                                               |
| 2.6       | Житловий будинок № 8 | А            | Рубіж XIX–XX ст.                | |                                               |
| 2.7       | Житловий будинок № 10 | А            | 1-ша пол. XIX ст.               | |                                               |
| 2.8       | Житловий будинок № 20-б | А            | Кін. XIX — поч. XX ст.          | |                                               |
| 2.9       | Житловий будинок № 21 | і            | 1890-ті pp.                     | містилася майстерня Кавалерідзе І. П., проживав Титов Ф. І. |                                               |
| 2.10      | Житловий будинок № 4/26 | А, і         | 1874                            | проживав Оглоблин О. П. |                                               |
| 2.11      | Житловий будинок № 11 | А, і         | Поч. XX ст.                     | проживав Шиман К. Ф. |                                               |
| 2.12      | Житловий будинок № 38 | А, і         | 1-ша пол. XIX ст.               | проживали Анненков О. С., Булгаков М. О., Воскресеньський І. П., Муравйов А. М.                                                                                   |                                               |
| 2.13      | Житловий будинок № 34 | А, і         | 1900–1901                       | проживали Житецький П. Г., Кезма Т. Г., Сагарда М. І., Тютюнник Г. М.                                                                                             |                                               |
| 2.14      | Житловий будинок № 2-г | і            | Кін. XIX ст.                    | проживали Кудрявцев П. П., Оглоблин О. П. |                                               |
| 2.15      | Житловий будинок № 13 (Музей Михайла Булгакова) | А, і         | 1888                            | проживали родина Булгакових, Кошиць О. А., Листовничий В. П. |                                               |
| 2.16      | Житловий будинок № 15 («Замок Річарда — Левове Серце») | А, і         | 1902–1904                       | проживали Голубєв С. Т., Дядченко Г. К., Красицький Ф. С. та інші. Містилася редакція журналу «Шершень»                                                           |                                               |
| 2.17      | Садиба № 19 | А            | Кін. XIX ст.                    | |                                               |
| 3         | Артема вулиця (з 2015 — Січових Стрільців вулиця) | А, і, мб     | Рубіж XIX–XX ст.                | |                                               |
| 3.1       | Будинок приватних навчальних закладів Жекуліної А. В. № 27 | і            | 1911–1912                       | містився евакогоспіталь, де помер Ватутін М. Ф. |                                               |
| 3.2       | Житловий будинок № 7 | А            | 1910                            | |                                               |
| 3.3       | Житловий будинок № 14 | А            | 1898                            | |                                               |
| 3.4       | Житловий будинок № 22 | А            | Сер. XIX ст.                    | |                                               |
| 3.5       | Житловий будинок № 26 | А            | 1890                            | |                                               |
| 3.6       | Житловий будинок № 47 | А            | 1913–1914                       | |                                               |
| 3.7       | Житловий будинок № 72 | А            | Рубіж XIX–XX ст.                | |                                               |
| 3.8       | Житловий будинок № 76 | А            | 1930-ті pp.                     | |                                               |
| 3.9       | Житловий будинок № 40/1 | А, і         | 1913–1915                       | проживав Даміловський М. О. |                                               |
| 3.10      | Житловий будинок № 33-а | А, і         | 1913                            | проживав Пальмов В. Н. |                                               |
| 3.11      | Житловий будинок № 42 | А, і         | 1910                            | проживав Фельдман В. А. |                                               |
| 3.12      | Житловий будинок комунальників № 26-а | А            | 1935                            | |                                               |
| 3.13      | Житловий будинок працівників енергомережі № 79 | А            | 1930-ті pp., 1954               | |                                               |
| 3.14      | Житловий будинок працівників Наркомюсту № 48 | А, і         | 1930-ті pp.                     | проживав Кікоть А. І. |                                               |
| 3.15      | Особняк № 46 | А, і         | 1945                            | проживали Василевська В. Л., Корнійчук О. Є. |                                               |
| 3.16      | Садиба № 10 | і            | Кін. XIX — поч. XX ст.          | проживали Волков О. М., Осмьоркін О. О., Смирнов-Ласточкін І. Ф.                                                                                                  |                                               |
| 3.17      | Садиба № 24 | А, і         | 2-га пол. XIX ст.               | містилися Бессарабські казарми, штаб Київського укріпленого району                                                                                                |                                               |
| 4         | Аскольдова могила, Паркова дорога | і            | IX—XX ст.                       | |                                               |
| 4.1       | Церква святого Миколи | А            | Поч. XIX — XX ст.               | |                                               |
| 5         | Бактеріологічний інститут, Протасів Яр, 4 | А, і         | Кін. XIX — поч. і XX ст.        | |                                               |
| 5.1       | Старий (історичний) корпус | А, і         | 1896                            | працювали Високович В. К., Павловський О. Д., Підвисоцький В. В., Тимофєєвський О. Д.                                                                             |                                               |
| 5.2       | Вірусологічний корпус | і            | 1946                            | працювали Громашевський Л. В., Сиротинін М. М. |                                               |
| 6         | Банкова вулиця | А, і, мб     | XIX–XX ст.                      | |                                               |
| 6.1       | Будинок № 3 | і            | 1937                            | проживав Вронський В. І. |                                               |
| 6.2       | Будинок Городецького В. В. № 10 (інша назва Будинок із химерами) | А, і, М      | 1901–1903                       | |                                               |
| 6.3       | Будинок штабу Київського військового округу № 11 (тепер Адміністрація Президента України)                                                                             | А, і         | 1936–1940                       | |                                               |
| 6.4       | Житловий будинок № 5—7 | А, і         | 2-га пол. XIX ст. — 1914        | проживав Глушков В. М. |                                               |
| 6.5       | Особняк Лібермана № 2 | А, і, М      | 2-га пол. XIX ст.               | |                                               |
| 7         | Басейна вулиця | А, і, мб     | Кін. XIX — XX ст.               | |                                               |
| 7.1       | Готель «Пале-Рояль» і прибутковий будинок № 1/2 | А, і         | 1899–1900                       | |                                               |
| 7.2       | Житловий будинок № 15 | А            | 1900                            | |                                               |
| 7.3       | Житловий будинок Управління капітального будівництва Київського міськвиконкому № 17                                                                                   | А            | 1954–1955                       | |                                               |
| 8         | Безкоштовна хірургічна лікарня Зайцева Й. М., вул. Фрунзе, 61—63 | А            | 1897–1911                       | |                                               |
| 9         | Бесарабський критий ринок, Бессарабська пл., 2 | А, М         | 1912                            | |                                               |
| 10        | Борисоглібська вулиця | М, і, мб     | XIX–XX ст.                      | |                                               |
| 10.1      | Житловий будинок № 5 | А            | 1875                            | |                                               |
| 10.2      | Житловий будинок № 6 | А            | 2-га пол. XIX ст.               | |                                               |
| 10.3      | Житловий будинок № 21/19 | А            | 1864                            | |                                               |
| 10.4      | Садиба № 15, 15-б, 15-в, 15-г | А            | XIX ст.                         | |                                               |
| 11        | Боричів тік вулиця | А, і, мб     | XIX–XX ст.                      | |                                               |
| 11.1      | Будинок причту церкви Миколи Доброго № 20/4 | А            | 1832                            | |                                               |
| 11.2      | Житловий будинок № 22-а | А            | 1816                            | |                                               |
| 11.3      | Житловий будинок № 23/3 | А            | Поч. XIX ст.                    | | Під загрозою знищення                         |
| 11.4      | Житловий будинок № 23-а | А            | 1854                            | |                                               |
| 11.5      | Житловий будинок № 35 | А, М         | 1903                            | |                                               |
| 11.6      | Житловий будинок № 43/5 | А            | 1-ша пол. XIX ст.               | |                                               |
| 11.7      | Житловий будинок № 25 | А, і         | 1-ша пол. XIX ст.               | проживав Ладо Кецховелі |                                               |
| 12        | Братський Богоявленський монастир, Київська академія, Контрактова пл., 3                                                                                              | А, і, М      | XVII–XX ст.                     | |                                               |
| 12.1      | Братський корпус | А            | XIX ст.                         | |                                               |
| 12.2      | Будинок ігумена | А            | 1781                            | |                                               |
| 12.3      | Крамниці | А, і         | 1-ша чв. XIX — XX ст.           | містився штаб Дніпропетровської військової флотилії |                                               |
| 12.4      | Лазня | А            | XIX ст.                         | |                                               |
| 12.5      | Мури монастиря | А            | XVIII–XIX ст.                   | |                                               |
| 12.6      | Новий навчальний корпус Київської духовної академії | А, і         | 1822–1825                       | |                                               |
| 12.7      | Поварня з келіями | А            | XVIII–XIX ст.                   | |                                               |
| 12.8      | Проскурня | А            | 1-ша чв. XIX ст.                | |                                               |
| 12.9      | Сонячний годинник | А, і         | Кін. XVIII ст.                  | |                                               |
| 12.10     | Старий академічний корпус з Благовіщенською церквою, вул. Г. Сковороди, 2                                                                                             | А, і, М      | 1-ша пол. XVIII ст.             | |                                               |
| 12.11     | Трапезна з церквою Святого Духа | А, і, М      | 1-ша пол. XVII — серед. XIX ст. | |                                               |
|           | Будинки (які містяться не в складі комплексних пам'яток) |              |                                 | |                                               |
| 13        | Будинок, вул. Ямська, 54 | і            | Поч. XX ст.                     | містився каретний цех |                                               |
| 14        | Будинок, вул. Павлівська, 9 | і            | Поч. XX ст.                     | містився Шевченківський запасний підпільний Райком КП(б)У |                                               |
| 15        | Будинок, вул. Некрасовська, 3 | і            | Кін. XIX ст.                    | містився Шевченківський запасний підпільний Райком КП(б)У |                                               |
| 16        | Будинок, вул. Ямська, 44 | і            | Кін. XIX — поч. XX ст.          | містилася кузня. |                                               |
| 17        | Будинок, вул. Івана Крамського, 10 | і            | 1936                            | містилася школа українського Штабу партизанського руху |                                               |
| 18        | Будинок, пров. Рильського, 5 | і            | 1903                            | містилася явочна квартира київського підпільного обласного комітету КП(б)У, проживав Каракіс И. Ю.                                                                |                                               |
| 19        | Будинок, вул. Юрківська, 36 | і            | 1930-ті pp.                     | містилася явочна квартира підпільної групи Кушнірова Ф. М. |                                               |
| 20        | Будинок, вул. Рогнідинська, 1/13 | і            | 2-га пол. XIX ст.               | містилося Київське літературно-артистичне товариство |                                               |
| 21        | Будинок, вул. Воздвиженська, 10-в | і            | 1880                            | народився Булгаков М. О. |                                               |
| 22        | Будинок, вул. Огарьова, 1 | і            | 1957                            | проживав Антонов О. К. |                                               |
| 23        | Будинок, вул. О. Туманяна, 8 | і            | 1975                            | проживав Биков Л. Ф. |                                               |
| 24        | Будинок, Вознесенський узвіз, 18 | і            | 1895                            | проживав Богомазов О. К. |                                               |
| 25        | Будинок, вул. Академіка Богомольця, 2 | і            | 1920–1933                       | проживав Богомолець О. О. |                                               |
| 26        | Будинок, вул. Гоголівська, 8 | і            | Кін. XIX ст.                    | проживав Грінченко Б. Д. |                                               |
| 27        | Будинок, пров. І. Мар'яненка, 11/12 | і            | 1960                            | проживав Громашевський Л. В. |                                               |
| 28        | Будинок, вул. Садова, 1/14 | і            | Рубіж XIX–XX ст.                | проживав Драй-Хмара М. П. |                                               |
| 29        | Будинок, пров. Несторівський, 8 | і            | Бл. 1900                        | проживав Ігнатович В. В., перебував Франко І. Я. |                                               |
| 30        | Будинок, вул. Бондарська, 11 | і            | Поч. XX ст.                     | проживав Їжакевич І. С. |                                               |
| 31        | Будинок, вул. М. Садовського, 8-а | і            | 1956                            | проживав Їжакевич І. С. |                                               |
| 32        | Будинок, вул. Брюсова, 20/16 | і            | Поч. XX ст.                     | проживав Красицький Ф. С. |                                               |
| 33        | Будинок, пров. Бастіонний, 9 | і            | 1974                            | проживав Кунцевич Е. М. |                                               |
| 34        | Будинок, вул. Михайла Омеляновича-Павленка, 19-а | і            | 1973                            | проживав Луценко Д. О. |                                               |
| 35        | Будинок, вул. Івана Миколайчука, 5 | і            | Поч. 1970-х pp.                 | проживав Миколайчук І. В. |                                               |
| 36        | Будинок, просп. Берестейський, 1 | і            | 1959–1961                       | проживав Параджанов С. Й. |                                               |
| 37        | Будинок, вул. Володимиро-Либідська, 16 | і            | 2-га пол. XX ст.                | проживав Петров В. П. |                                               |
| 38        | Будинок, вул. О. Теліги, 13/14 | і            | 1960-ті pp.                     | проживав Полторацький Г. М. |                                               |
| 39        | Будинок, вул. М. Рильського, 7 | і            | 1946–1951                       | проживав Рильський М. Т. |                                               |
| 39.1      | Пам'ятник Рильському М. Т. | М            | 1968                            | |                                               |
| 40        | Будинок, вул. Жилянська, 96 | і            | 1908                            | проживав Панас Саксаганський |                                               |
| 41        | Будинок, вул. Лабораторна, 7 | і            | 1900–1901                       | проживав Сеспель Мішші | Знесений у 2005 році.                         |
| 42        | Будинок, вул. Тургенєвська, 65 | і            | 1899                            | проживав Стебницький П. Я. |                                               |
| 43        | Будинок, вул. Чорнобильська, 13-а | і            | Кін. 1970-х pp.                 | проживав Стус В. С. |                                               |
| 44        | Будинок, вул. Димитрова, 6 | і            | 1950-ті pp.                     | проживав Таранушенко С. А. |                                               |
| 45        | Будинок, вул. В. Дончука, 5 | і            | Кін. XIX ст.                    | проживав Татлін В. Є. |                                               |
| 46        | Будинок, вул. Станіславського, 3 | і            | Поч. XX ст.                     | проживав Філіпенко А. Д. |                                               |
| 47        | Будинок, вул. Михайла Бойчука, 30-а | і            | Серед. XX ст.                   | проживала Глущенко П. І. |                                               |
| 48        | Будинок, пров. Академіка Філатова, 3/1 | і            | Поч. 1950-х pp.                 | проживала Клименко-Жукова В. Ф. |                                               |
| 49        | Будинок, вул. Овруцька, 6 | і            | 1910-ті pp.                     | проживала Олена Пчілка |                                               |
| 50        | Будинок, вул. Лабораторна, 12 | і            | Рубіж XIX–XX ст.                | проживала родина Ульянових | Знесений у 2004 році.                         |
| 51        | Будинок, вул. Тургенєвська, 81 | і            | 1911                            | проживала Тобілевич С. В. |                                               |
| 52        | Будинок, пров. Чеховський, 4 | і            | 1898                            | проживали Демидов К. П., Проценко А. Ф. та інші |                                               |
| 53        | Будинок, вул. Стрітенська, 15 | і            | Бл. 1900                        | проживали Кузьмін Є. М., Форш О. Д., бував Паустовський К. Г. |                                               |
| 54        | Будинок, вул. Кудрявська, 10 | і            | 1897                            | проживали Платонов X. П., Ульянови та інші |                                               |
| 55        | Будинок гімназії, вул. Різницька, 2/34 | і            | 1903                            | навчалася Тарасова А. К. | Знесений у 2008 році.                         |
| 56        | Будинок готелю, вул. Братська, 7 | і            | 1830-ті — 1840-ві pp.           | зупинялася Марко Вовчок |                                               |
| 57        | Будинок працьовитості, вул. Гоголівська, 39 | і            | 1894–1996                       | містилася явочна квартира Київського підпільного міськкому КП(б)У                                                                                                 |                                               |
| 58        | Будинок фельдшерської школи, вул. Юрія Іллєнка, 14 | і            | 1907                            | жив і працював Стеценко К. Г.; сформовано тимчасовий військово-санітарний поїзд № 1078                                                                            |                                               |
| 59        | Будинок церковно-учительської школи (семінарії), вул. Академіка Ромоданова, 12/2                                                                                      | і            | 1903                            | працювали Леонтович М. Д., Липківський В. К., Стеценко К. Г.. Навчався Міньківський О. 3.                                                                         |                                               |
| 60        | Будинок школи, вул. Коперника, 8 | і            | 1937                            | навчався Єгунов К. К. |                                               |
| 61        | Будинок школи, вул. Жилянська, 46 | і            | 1936                            | навчалася Маркус Т. Й. |                                               |
| 62        | Будинок школи-притулку, вул. Академіка Ромоданова, 3 | і            | 1902                            | проживали діти з фашистських концтаборів |                                               |
| 63        | Будинок ЦК КП(б)У (тепер будинок МЗС України), Михайлівська пл., 1 | А, і         | 1936–1938                       | |                                               |
| 64        | Бурса Київської академії, вул. Набережно-Хрещатицька, 27 | А, і         | Кін. XVIII — поч. XIX ст.       | проживав Гулак-Артемовський С. С. |                                               |
| 65        | Велика Житомирська вулиця | А, і, мб     | XIX–XX ст.                      | |                                               |
| 65.1      | Будинок житлового кооперативу «Радянський лікар» № 17/2 | А, і         | 1928–1930                       | проживали Альошин П. Ф., Гаккебуш Л. М., Іванов В. М. |                                               |
| 65.2      | Будинок Київського православного релігійно-просвітницького товариства № 9                                                                                             | А, і         | 1903                            | працювали Богдашевський Д. І., Гроссу М. С. |                                               |
| 65.3      | Житловий будинок № 6/11 | А            | 1910-ті pp.                     | |                                               |
| 65.4      | Житловий будинок № 10 | А            | Кін. XIX — поч. XX ст.          | |                                               |
| 65.5      | Житловий будинок № 13 | А            | 1900–1901                       | |                                               |
| 65.6      | Житловий будинок № 25/2 | А            | 1909                            | |                                               |
| 65.7      | Житловий будинок № 32 («Будинок зі зміями») | А            | 1911–1912                       | | Стан аварійний.                               |
| 65.8      | Житловий будинок № 20 | А, і, М      | 1910–1911                       | містилася друкарня Чоколова І. І. |                                               |
| 65.9      | Житловий будинок № 8-б | А, і         | 1903–1904                       | проживав Добрий А. Ю. |                                               |
| 65.10     | Житловий будинок № 12 | А, і         | 1904                            | проживав Кричевський В. Г. |                                               |
| 65.11     | Житловий будинок № 38 | А, і         | 1899–1900                       | містилися явочні квартири Організаційного комітету II з'їзду РСДРП                                                                                                |                                               |
| 65.12     | Житловий будинок № 24 | А, і         | Кін. XIX ст.                    | проживав Патон Є. О. |                                               |
| 65.13     | Житловий будинок № 23 | А, і         | 1908–1911                       | проживав Чаговець В. Ю. |                                               |
| 65.14     | Житловий будинок № 4 | А, і         | 2-га пол. XIX ст.               | проживали Голубєв С. Т., Марголін А. Д., перебував Панас Мирний та інші                                                                                           |                                               |
| 65.15     | Житловий будинок № 8-а | А, і         | 1912                            | проживали Душечкін О. І., Ідзковський А. Л., Любомирський Г. Л., Протопопов В. П.                                                                                 |                                               |
| 65.16     | Житловий будинок № 40/2 | А, і         | 1912                            | проживали родина Прахових, Ромоданов А. П. |                                               |
| 65.17     | Житловий будинок зі «старокиївською» аптекою № 6/11 | А, і         | XIX ст.                         | проживав Прахов А. В. |                                               |
| 65.18     | Особняк № 28 | А, і         | Кін. XIX ст.                    | в Інституті мікробіології ім. Д. Заболотного працювали відомі вчені                                                                                               |                                               |
| 65.19     | Реальне училище № 2 | А, і         | 1858–1861                       | |                                               |
| 65.20     | Садиба № 18 | А, і         | Кін. XIX — поч. XX ст.          | проживали Бобинський Г. А., Кондратюк Ю. В., Ярон С. Г. та інші.                                                                                                  |                                               |
| 65.21     | Садиба № 6, 6-а | А, і         | 1910-ті pp.                     | проживали Стеценко К. Г., Тулуб 3. П. |                                               |
| 66        | Верхній та Нижній Вал вулиці | А, і, мб     | XIX–XX ст.                      | |                                               |
| 66.1      | Готель «Дудман», вул. Нижній Вал, 39 | А            | 1892–1895                       | |                                               |
| 66.2      | Житловий будинок, вул. Нижній Вал, 7 | А            | 1876                            | |                                               |
| 66.3      | Житловий будинок, вул. Верхній Вал, 18 | А            | 1883                            | |                                               |
| 66.4      | Житловий будинок, вул. Верхній Вал, 24 | А            | 1892                            | |                                               |
| 66.5      | Житловий будинок, вул. Верхній Вал, 28/12 | А            | 1893                            | | Стан аварійний.                               |
| 66.6      | Житловий будинок, вул. Верхній Вал, 32 | А            | 1900                            | |                                               |
| 66.7      | Житловий будинок, вул. Нижній Вал, 35 | А            | 2-га пол. XIX ст.               | |                                               |
| 66.8      | Житловий будинок, вул. Верхній Вал, 40 | А            | Кін XIX ст.                     | |                                               |
| 66.9      | Житловий будинок, вул. Верхній Вал, 48/28 | А            | 1899                            | |                                               |
| 66.10     | Житловий будинок, вул. Верхній Вал, 68 | А            | 1862                            | |                                               |
| 66.11     | Житловий будинок, вул. Нижній Вал, 61 | і            | Поч. XX ст.                     | містилася конспіративна квартира підпільної групи робітників мотоверфі «Усма» заводу «Ленінська кузня»                                                            |                                               |
| 66.12     | Комплекс доброчинних закладів Терещенків Ф. А. і Н. В., вул. Нижній Вал, 49                                                                                           | А, і         | Кін. XIX ст.                    | |                                               |
| 66.13     | Садиба, вул. Верхній Вал, 4 | А            | Кін. XIX — поч. XX ст.          | |                                               |
| 66.14     | Садиба, вул. Верхній Вал, 16, 16-а, 16/4 | А            | XIX — поч. XX ст.               | |                                               |
| 66.15     | Садиба, вул. Нижній Вал, 17, 17/6 | А            | 2-га пол. XIX ст.               | | Знесена у 2011 році.                          |
| 66.16     | Садиба, вул. Нижній Вал, 19—21 | А            | XIX–XX ст.                      | |                                               |
| 66.17     | Садиба, вул. Нижній Вал, 23 | А            | 1874 — поч. XX ст.              | |                                               |
| 66.18     | Садиба, вул. Нижній Вал, 33 | А            | 1908–1912                       | |                                               |
| 66.19     | Садиба з молитовними будинками, вул. Нижній Вал, 37 | А            | Поч. XX ст.                     | |                                               |
| 67        | Вєтрова вулиця | А, і, мб     | XX ст.                          | |                                               |
| 67.1      | Житловий будинок № 19 | А            | 1907–1911                       | |                                               |
| 67.2      | Житловий будинок № 9 | і            | Кін. XIX — поч. XX ст.          | проживала родина Русових, перебував Дорошенко Д. І. |                                               |
| 67.3      | Особняк № 21 | А, і         | 1910–1911                       | проживав Бабель І. Е. |                                               |
| 68        | Видубицький Свято-Михайлівський монастир, вул. Видубицька, 40 | А, і         | XI–XIX ст.                      | |                                               |
| 68.1      | Братський корпус | А            | Серед. XIX — поч. XX ст.        | |                                               |
| 68.2      | Будинок ігумена | А, і         | 2-га пол. XVIII — XIX ст.       | |                                               |
| 68.3      | Георгіївський собор | А, М         | 1696–1701                       | |                                               |
| 68.4      | Дзвіниця | А            | Поч. XVIII — поч. XIX ст.       | |                                               |
| 68.5      | Каплиця для поминального обряду | А            | Кін. XVIII ст.                  | |                                               |
| 68.6      | Михайлівська церква | А, і, М      | XI—XVIII ст.                    | |                                               |
| 68.7      | Могила Афанасьева Є. І. | і, М         |                                 | |                                               |
| 68.8      | Могила Беца В. О. | і            |                                 | |                                               |
| 68.9      | Могила Гандзюка Я. Г. | і            |                                 | |                                               |
| 68.10     | Могила Капцевич М. П. | М            |                                 | |                                               |
| 68.11     | Могила Лелявського М. С. | А, і, М      |                                 | |                                               |
| 68.12     | Могила Нірода Ф. Ф. | і            |                                 | |                                               |
| 68.13     | Могила Ушинського К. Д. | і, М         |                                 | |                                               |
| 68.14     | Могила Ханенків Б. І. та В. Н. | і            |                                 | |                                               |
| 68.15     | Могила Яшвілів Л. М. і В. О. | і, М         |                                 | |                                               |
| 68.16     | Надгробок на могилі Соломків П. С. та М. П. | М            |                                 | |                                               |
| 68.17     | Трапезна з церквою Преображення (Спаса) | А, М         | Кін. XVII — поч. XVIII ст.      | |                                               |
| 69        | Видубицькі печери | а            | XI, XVII ст.                    | |                                               |
| 69.1      | Печерний комплекс в околицях Видубицького монастиря | а            | XVII ст.                        | |                                               |
| 69.1      | Печерний комплекс на території Видубицького монастиря | а            | XI ст.                          | |                                               |
| 70        | Виставка досягнень народного господарства УРСР (Національний виставковий центр України), просп. Академіка Глушкова, 1                                                 | А, М         | 1952–1958                       | |                                               |
| 70.1      | Головний павільйон | А, М         | 1958                            | |                                               |
| 71        | Вознесенська церква, Голосіївський просп., 54 | А, і         | Кін. XIX ст.                    | |                                               |
| 72        | Володимирська вулиця | а, А, і, мб  | X—XX ст.                        | |                                               |
| 72.1      | Будинок № 28 | і            | 1886                            | містилися бюро Українського наукового товариства, редакції українських видань, працювали Грушевський М. С., Тищенко Ю. П. та інші                                 |                                               |
| 72.2      | Будинок Київської художньої школи (Національний музей історії України) № 2                                                                                            | А, і         | 1937–1939                       | |                                               |
| 72.3      | Будинок ректорату університету № 64 | А, і         | Серед. XIX ст.                  | проживали родина Карпек, Клименко П. В., Нарбут Г. І. та інші |                                               |
| 72.4      | Готель № 36 | і            | Кін. XIX — поч. XX ст.          | проживали Васнецов В. М., Гашек Я., Котарбінський В. О., Кричевський Ф. Г., Петлюра С. В.                                                                         |                                               |
| 72.5      | Готель Чарнецького Ф. № 16 | і            | 1879                            | проживали Врубель М. О., Нестеров М. В., Петр В. І., де містилися установи, в яких працювали й навчалися відомі діячі науки і культури                            |                                               |
| 72.6      | Гуртожиток гірничодобувного технікуму № 69 | А            | 1950                            | |                                               |
| 72.7      | Житловий будинок № 23/27 | А            | 2-га пол. XIX ст.               | |                                               |
| 72.8      | Житловий будинок № 44 | і            | 1870-ті pp.                     | містився Український науково-дослідний геологічний інститут, працювали відомі вчені                                                                               |                                               |
| 72.9      | Житловий будинок № 81 | і            | 1907                            | містилася гімназія Левандовської М. І., де працювали відомі діячі науки і культури                                                                                |                                               |
| 72.10     | Житловий будинок № 40/2 | А, і         | 1898                            | містилася гімназія Стельмашенка М. О., працювали і проживали відомі діячі науки і культури                                                                        |                                               |
| 72.11     | Житловий будинок № 61-б | і            | 1888                            | містилася мистецька студія «Культурної ліги» |                                               |
| 72.12     | Житловий будинок № 43 | А, і         | 1888                            | містилися редакція газети «Киевское слово», літературна студія «Контакт», народився Вертинський О. М.                                                             |                                               |
| 72.13     | Житловий будинок № 47 | А, і         | 1889–1890                       | містилися Рисувальна школа Мурашка М. І., гімназії Бейтель А. О., Перетяткович В. А., Археологічний інститут                                                      |                                               |
| 72.14     | Житловий будинок № 84 | і            | 1881                            | містилася явочна квартира Залізничного підпільного райкому КП(б)У                                                                                                 |                                               |
| 72.15     | Житловий будинок № 9 | і            | 1950-ті pp.                     | проживав Дерегус М. Г. |                                               |
| 72.16     | Житловий будинок № 18 | А, і, М      | 1860–1900                       | проживав Іконников М. С. |                                               |
| 72.17     | Житловий будинок № 34 | А, і         | 1870-ті pp.                     | проживав Образцов В. П., містилася редакція газети «Чехослов'янин»                                                                                                |                                               |
| 72.18     | Житловий будинок № 78 | і            | 1893                            | проживав Петлюра С. В., містилася редакція газети «Слово» (1907–1909)                                                                                             |                                               |
| 72.19     | Житловий будинок № 51-а | і            | Поч. XX ст.                     | проживав Терещенко М. І. |                                               |
| 72.20     | Житловий будинок № 39/24 | А, і, М      | 1899–1902                       | проживав Химиченко О. В. |                                               |
| 72.21     | Житловий будинок № 48-а | і            | Рубіж XIX–XX ст.                | проживали Брадтман Е. П., Кобелєв О. В., Макарченко О. Ф. та інші                                                                                                 |                                               |
| 72.22     | Житловий будинок № 14/8 | і            | 1910–1911                       | проживали Бучма А. М., Глущенко М. П., Касіян В. І., Лисенко М. Г., Мейтус Ю. С., Шумський Ю. В.                                                                  |                                               |
| 72.23     | Житловий будинок № 42 | і            | Серед. XIX — XX ст.             | проживали Васнецов В. М., Сєтов Й. Я., Тарновський В. В., містилися Український клуб «Родина», Українське наукове товариство, провід ТУПу і УДРП                  |                                               |
| 72.24     | Житловий будинок № 51/53 | і            | 1969                            | проживали відомі вчені |                                               |
| 72.25     | Житловий будинок (Мороза Б. В.) № 61/11 | А, і, М      | 1910–1912                       | проживали відомі вчені |                                               |
| 72.26     | Житловий будинок № 37/29 | і            | 2-га пол. XIX ст.               | проживали відомі вчені та громадсько-політичні діячі, містилося видавництво «Час»                                                                                 |                                               |
| 72.27     | Житловий будинок № 4 | А, і         | 2-га пол. XIX — поч. XX ст.     | проживали відомі діячі культури |                                               |
| 72.28     | Житловий будинок № 48 | А, і         | XIX–XX ст.                      | проживали Громовенко П. Ф., Скорульський М. A. |                                               |
| 72.29     | Земська управа № 33 | А, і         | 1913–1914                       | |                                               |
| 72.30     | Міський театр (Національна опера України ім. Т. Шевченка) № 50 | А, і, М      | 1897–1901                       | |                                               |
| 72.31     | Особняк № 49 | А            | 1910-ті pp.                     | |                                               |
| 72.32     | Особняк Беритті О. В. № 35 | А, і         | 1848                            | містилися заклади Історичної секції ВУАН, працювали Грушевський М. С. та інші вчені                                                                               |                                               |
| 72.33     | Особняк (Трубецьких) № 3 | А            | 1-ша пол. XIX ст.               | |                                               |
| 72.34     | Пансіон графині Левашової Є. В. (будинок Президії НАН України) № 54                                                                                                   | А, і         | 1850-ті pp.— 1892               | |                                               |
| 72.35     | Педагогічний музей № 57 | А, і, М      | 1909–1911                       | працювала Українська Центральна Рада |                                               |
| 72.36     | Пожежне депо Старокиївської пожежні № 13/5 | А            | Серед. XIX — поч. XX ст.        | |                                               |
| 72.37     | Прибутковий будинок Управління Києво-Софійського митрополичого дому № 22                                                                                              | А, і         | 1903–1904                       | проживали Вербицький О. М., Заболотний В. Г., Тацій О. О., Штейнберг Я. А.                                                                                        |                                               |
| 72.38     | Прибутковий будинок Управління Києво-Софійського митрополичого дому № 20/1                                                                                            | А, і         | Кін. XIX — поч. XX ст.          | проживали Єрмаков Є. Ф., Іваницький К. Л. |                                               |
| 72.39     | Присутствені місця № 15 | А, і         | 1854–1909                       | |                                               |
| 72.40     | Садиба № 41/27 | А            | 1867 — поч. XX ст.              | | Стан незадовільний.                           |
| 72.41     | Садиба № 45 | А, і, М      | 1891–1892                       | містилося Київське громадське зібрання, відбувалися збори «Української народної громади», діяла Культурна референтура ОУН                                         |                                               |
| 72.42     | Садиба № 7 | А, і         | Кін. XIX ст.                    | містилося Комерційне училище, проживав Нечуй-Левицький І. С. |                                               |
| 72.43     | Селянський поземельний та Дворянський земельний банки № 10 | А            | 1910–1911                       | |                                               |
| 72.44     | Середня школа № 1 | А            | 1939                            | |                                               |
| 72.45     | Софійська площа | А, і, мб     | XI—XX ст.                       | |                                               |
| 73        | Володимирський кадетський корпус, просп. Повітрофлотський, 6 | А, і         | 1849–1857                       | |                                               |
| 74        | Володимирський собор, бульв. Т. Шевченка, 20 | А, і, М      | 1862–1896                       | |                                               |
| 75        | Бульварно-Кудрявська вулиця | М, і, мб     | Кін. XIX — XX ст.               | |                                               |
| 75.1      | Дитяча лікарня Товариства надання допомоги хворим дітям № 20 | А, і         | 1897–1898                       | |                                               |
| 75.2      | Житловий будинок № 12 | А            | 1877                            | |                                               |
| 75.3      | Житловий будинок № 51 | А            | 1904                            | |                                               |
| 75.4      | Житловий будинок № 38 | А, і         | 1910                            | містилася редакція «Української хати» |                                               |
| 75.5      | Житловий будинок № 10 | і            | Рубіж XIX–XX ст.                | містилася київська «Просвіта», проживали Волошинов О. Ф., Квітка К. В.                                                                                            |                                               |
| 75.6      | Житловий будинок № 16 | А, і         | 1907                            | містилися редакція «Української хати», окупаційне управління у справах фолькедойче                                                                                |                                               |
| 75.7      | Житловий будинок № 19 | А, і         | 1909–1910                       | проживав Воблий К. Г. |                                               |
| 75.8      | Житловий будинок № 15 | і            | Поч. 1900-х pp.                 | проживав Вовкушевський Г. Д. |                                               |
| 75.9      | Житловий будинок № 14 | і            | Кін. XIX — поч. XX ст.          | проживав Сушицький Ф. П. |                                               |
| 75.10     | Жіноча торговельна школа ім. П. Терещенко № 18/2 | А, і         | 1901                            | |                                               |
| 75.11     | Комерційне училище № 24 | А, і         | 1897–1900                       | |                                               |
| 75.12     | Міські казарми № 11 | і            | Поч. XX ст.                     | містився 130-й піхотний Херсонський полк |                                               |
| 75.13     | Народна аудиторія № 26 | А, і         | Кін. XIX — поч. XX ст.          | |                                               |
| 75.14     | Особняк № 3 | А            | 1876                            | |                                               |
| 75.15     | Садиба № 8, 8-а, 8-б | А, і         | 1912–1915                       | містилася редакція газети «Народна воля», проживали Ємченко А. І., Коновалюк Ф. 3., Кротевич Є. М., Тарнавський П. І.                                             |                                               |
| 75.16     | Садиба № 27 | А, і         | 2-га пол. XIX ст.               | проживали Гаккебуш В. М., Штейнгель Р. В. та Ф. P., працювали в медичних закладах Богданов Ф. Р., Лапинський М. М., Маньківський Б. М.                            |                                               |
| 75.17     | Художнє училище № 2 | А, і         | 1901–1902                       | |                                               |
| 76        | Воскресенська церква, вул. Лаврська вулиця, 27[джерело?] | А            | Кін. XVII–XIX ст.               | |                                               |
| 77        | Гнилецький печерний монастир | а            | XI—XVI ст.                      | |                                               |
| 77.1      | Залишки монастиря в урочищі Церковщина | а            | XIV—XVI ст.                     | |                                               |
| 77.2      | Печерний комплекс в урочищі Гадючий Яр | а            | XIV—XVI ст.                     | |                                               |
| 77.3      | Печерний комплекс в урочищі Гнилеччина | а            | XI—XIV ст.                      | |                                               |
| 78        | Головна астрономічна обсерваторія, Голосіїв | і            | 1950-ті pp.                     | працювали відомі вчені |                                               |
| 79        | Головні залізничні майстерні (Київський вагоноремонтний завод), вул. Ползунова, 2                                                                                     | і            | XIX–XX ст.                      | |                                               |
| 79.1      | Будинок | і            | Остання чв. XIX ст.             | було створено першу в світі паровозну лабораторію |                                               |
| 80        | Голосіївська Свято-Покровська пустинь, вул. Полковника Затєвахіна, 14                                                                                                 | А, і         | XVII — поч. XX ст.              | |                                               |
| 80.1      | Будинок митрополита | А            | 1840                            | |                                               |
| 80.2      | Могила преподобного Олексія | і            |                                 | |                                               |
| 80.3      | Могила преподобного Парфенія | і            |                                 | |                                               |
| 81        | Гончара Олеся вулиця | А, і, мб     | 2-га пол. XIX–XX ст.            | |                                               |
| 81.1      | Будинок Київського відділення Російського технічного товариства № 55-б                                                                                                | А, і         | 1911–1914                       | містилися навчальні заклади, інститути Академії наук УРСР, в яких працювали відомі діячі науки і культури                                                         |                                               |
| 81.2      | Вищі жіночі курси № 55-а | А, і         | 1914                            | працювали відомі вчені |                                               |
| 81.3      | Житловий будинок № 40 | А            | Поч. XX ст.                     | |                                               |
| 81.4      | Житловий будинок № 50 | А            | 1907                            | |                                               |
| 81.5      | Житловий будинок № 74 | А            | 1909–1910                       | |                                               |
| 81.6      | Житловий будинок № 65 | А, і         | 1910–1911                       | містився Київський учительський інститут |                                               |
| 81.7      | Житловий будинок № 41 | і            | 1973                            | проживав Білодід І. К. |                                               |
| 81.8      | Житловий будинок № 36-б | А, і         | Поч. XX ст.                     | проживав Загул Д. Ю. |                                               |
| 81.9      | Житловий будинок № 45-а | А, і         | Поч. XX ст.                     | проживав Сабалдир Г. О. |                                               |
| 81.10     | Житловий будинок № 47-б | і            | Поч. XX ст.                     | проживав Тараканов М. М. |                                               |
| 81.11     | Житловий будинок № 90/1 | і            | 1898–1899                       | проживав Якубський Б. В. |                                               |
| 81.12     | Житловий будинок № 24 | і            | 1893–1898                       | проживали Богданов С. М., Глінка О. X., перебували діячі польської культури                                                                                       |                                               |
| 81.13     | Житловий будинок № 44 | А, і         | 1911–1912                       | проживали Грунський М. К., Де-Метц Г. Г. |                                               |
| 81.14     | Житловий будинок № 12 | і            | 1951                            | проживали Іванченко М. К., Олійник О. П. |                                               |
| 81.15     | Особняк (Качковського П. Е.) № 33 | А, і         | 1907                            | |                                               |
| 81.16     | Садиба № 30-а, 30-б, 30-в | А, і, М      | 1912–1913                       | проживали Бовваненко Д. Є., Радзімовська В. В., Яновська Л. О. |                                               |
| 81.17     | Садиба № 32-а, 32-б, 32-в | А, і         | 1910–1912                       | проживали Липа І. Л., Пустовійт Г. М., містилася явочна квартира підпільної диверсійно-розвідувальної групи Кудрі І. Д.                                           |                                               |
| 81.18     | Садиба (Лапинського М. М.) № 60 | А            | 1908–1909                       | | Стан незадовільний.                           |
| 82        | Городецького архітектора вулиця | А, і, мб     | Рубіж XIX–XX ст.                | |                                               |
| 82.1      | Будинок сільськогосподарського кооперативу «Робітник» № 11-а | А, і         | Кін. XIX — поч. XX ст.          | містилися військові міністерства Української Держави та Української Народної Республіки, проживали Вєтров Ю. О., Греків О. П., Крушельницький М. М., Плехов М. Д. |                                               |
| 82.2      | Житловий будинок № 15 | А            | Поч. XX ст.                     | |                                               |
| 82.3      | Житловий будинок № 9 («Київський Париж») | А, і         | 1900–1901                       | проживав Зілов П. О. |                                               |
| 82.4      | Житловий будинок № 10/1 | А, і         | 1900                            | проживав Любомирський Г. Л. |                                               |
| 82.5      | Житловий будинок № 17/1 | А, і         | 1909                            | проживали Пономаренко Є. П., Ужвій Н. М. |                                               |
| 82.6      | Київська консерваторія (Національна музична академія України ім. П. Чайковського) № 1 — 3/11                                                                          | А, і         | Кін. XIX–XX ст.                 | |                                               |
| 82.7      | Торговельний будинок меблевої фірми Й. Кімаєра № 13 | А            | 1895–1897                       | |                                               |
| 83        | Городище, розташоване на Замковій горі (Киселівка, Фролівська гора)                                                                                                   | а            | VI—XIII ст.                     | |                                               |
| 84        | Городище — міський район Стародавнього Києва, розташоване у північно-західній частині міста, на горі Щекавиці, на правому березі Дніпра                               | а            | IX — поч. XIII ст.              | |                                               |
| 84.1      | Церква, вул. Олегівська, 41 | а            | XII ст.                         | |                                               |
| 85        | Городище Кия I Капище, у північно-західній частині Старокиївської гори, на території Національного музею історії України, вул. Володимирська, 2                       | а            | V—IX ст.                        | |                                               |
| 85.1      | Городище Кия | а            | Кін. V — VIII ст.               | |                                               |
| 85.2      | Капище | а            | VI—IX ст.                       | |                                               |
| 86        | Городище Красний двір, вул. Видубицька, 40 | а            | XI—XIII ст.                     | |                                               |
| 87        | Городище, селище, розташоване у північній частині міста, на північному березі оз. Гнилуша                                                                             | а            | XI—XIII ст.                     | |                                               |
| 87.1      | Городище | а            |                                 | |                                               |
| 87.2      | Селище (посад) | а            |                                 | |                                               |
| 88        | Горького вулиця (з 2014 — Антоновича) | А, і, мб     | XIX–XX ст.                      | |                                               |
| 88.1      | Будинок єврейського училища № 69 | А, і         | 1903–1904                       | міститься Інститут електрозварювання |                                               |
| 88.2      | Житловий будинок № 17 | А            | Поч. XX ст.                     | |                                               |
| 88.3      | Житловий будинок № 32 | А            | 1887                            | |                                               |
| 88.4      | Житловий будинок № 48 | А            | Кін. XIX ст.                    | |                                               |
| 88.5      | Житловий будинок № 44 (Жіноче комерційне училище) | А, і         | 1909–1910                       | містилося училище Володкевич Л. М. | Знесений у 2012 році                          |
| 88.6      | Житловий будинок № 3, 3-а | А, і         | 1911                            | містилося училище Хорошилової М. Г., працював Щербина В. І., проживав Давидов О. С.                                                                               |                                               |
| 88.7      | Житловий будинок № 38-а | А, і         | Поч. XX ст.                     | проживав Некрасов В. П. |                                               |
| 88.8      | Житловий будинок № 26/26 | А, і, М      | 1911                            | проживав Шлепаков А. М. |                                               |
| 88.9      | Житловий будинок № 4—6 | А, і         | 1930-ті pp.                     | проживали Кричевський Ф. Г., Чернишов Б. І., перебував Довженко О. П., містилася конспіративна квартира групи Кудрі І. Д.                                         |                                               |
| 88.10     | Житловий будинок № 64/16 | А, і         | 1910                            | проживали Олександр Олесь, Олег Ольжич |                                               |
| 88.11     | Садиба № 23, 23-б, 23-в | А, і         | 1899–1900                       | проживав Глієр P. М. |                                               |
| 88.12     | Садиба № 14, 14-б | А, і         | Поч. XX ст.                     | проживали Брюно Г. Г., Кістяківські Б. О. та Г. Б., Лауденбах Ю. П., Морозов П. І.                                                                                |                                               |
| 88.13     | Садиба № 20, 20-б, 20-в, 20-г | А, і         | 1911                            | проживали Войтоловський Л. Н., Спекторський Є. В. |                                               |
| 89        | Грушевського Михайла вулиця | А, і, мб     | XVIII—XX ст.                    | |                                               |
| 89.1      | Будинок Верховної Ради УРСР (будинок Верховної Ради України) № 5 | А, і         | 1936–1939                       | |                                               |
| 89.2      | Будинок військової школи (тепер Центральний будинок офіцерів) № 30/1                                                                                                  | А            | 1914–1918, 1931                 | |                                               |
| 89.3      | Будинок ЖБК «Арсеналець» № 28/2 | А            | 1929–1931                       | |                                               |
| 89.4      | Будинок командувача військ Київського військового округу № 32 | А, і         | Кін. 1880-х pp.                 | |                                               |
| 89.5      | Будинок Ради Народних Комісарів УРСР (тепер будинок Уряду України) № 12/2                                                                                             | А            | 1936–1938                       | |                                               |
| 89.6      | Будинок Секції суспільних наук НАН України № 4 | і            | 1960                            | працювали відомі вчені, діячі культури |                                               |
| 89.7      | Житловий будинок № 8/16 | і            | 1-ша пол. XIX ст.               | проживали Бердяєв М. О., Мандельштамм М.-Е. X. |                                               |
| 89.8      | Житловий будинок № 34-а | і            | 1967                            | проживали Лавриненков В. Д., Покришкін О. І. |                                               |
| 89.9      | Житловий будинок № 16 | А, і         | Поч. XX ст.                     | проживав Майборода Г. І. |                                               |
| 89.10     | Житловий будинок співробітників ЦК КП(б)У № 9 | А, і         | 1935                            | проживав Бойченко О. М. |                                               |
| 89.11     | Київська удільна контора № 7 | А, і         | 1871–1876                       | зупинялася Марко Вовчок, проживав Сичугов В. І., містилися науково-дослідні інститути                                                                             |                                               |
| 89.12     | Київський художньо-промисловий і науковий музей (тепер Національний художній музей України) № 6                                                                       | А, і, М      | 1897–1899                       | працювали Біляшівський М. Ф., Ернст Ф. Л., Хвойка В. В., Щербаківський Д. М. та інші                                                                              |                                               |
| 89.13     | Міська публічна бібліотека (тепер Національна парламентська бібліотека України) № 1                                                                                   | А            | 1911                            | |                                               |
| 89.14     | Особняк № 14 | А            | XIX ст.                         | |                                               |
| 89.15     | Особняк (Гальперіна М. Б.) № 18/2 | А            | 1890-ті pp.                     | |                                               |
| 89.16     | Особняк (Зайцева М. Й.) № 20 | А            | 1897                            | |                                               |
| 89.17     | Особняк (Полякова Я. Л.) № 22 | А            | 1910-ті pp.                     | |                                               |
| 90        | Гуртожиток будівельного технікуму, вул. Юрія Іллєнка, 31 | А            | 1952                            | |                                               |
| 91        | Дегтярьовські доброчинні заклади, вул. Дегтерьовська, 19 | і            | Поч. XX ст.                     | |                                               |
| 92        | Десятинна вулиця | а, А, і, мб  | X—XX ст.                        | |                                               |
| 92.1      | Друге жіноче училище духовного відомства № 4/6 | і            | Кін. XIX — поч. XX ст.          | працювали відомі діячі науки і культури |                                               |
| 92.2      | Житловий будинок № 13 | і            | 1890-ті pp.                     | проживав Жмаченко П. Ф. |                                               |
| 92.3      | Житловий будинок № 1/3 | А, і         | 1901                            | проживав Ніколаєв І. В. |                                               |
| 92.4      | Житловий будинок № 11 | і            | Кін. XIX — поч. XX ст.          | проживав Супруненко П. М. |                                               |
| 92.5      | Житловий будинок № 8 | А, і         | 1914                            | проживав Шестов Л. I. |                                               |
| 92.6      | Житловий будинок № 14 | А, і         | XIX ст.                         | проживали Врубель М. О., Котарбінський В. О., Орловський В. Д. |                                               |
| 92.7      | Особняк Симиренка В. Ф. № 9 | А, і         | Кін. XIX ст.                    | містилися УНТ, ВУАК, Спілка українських письменників, проживали Новицький О. П., Шарлемань М. В. та ін.                                                           |                                               |
| 93        | Дмитріївська церква, вул. Фрунзе, 8/6 | А            | Серед. XVIII — серед. XIX ст.   | |                                               |
| 94        | Духовна семінарія (Національна академія образотворчого мистецтва і архітектури), Вознесенський узвіз, 20                                                              | А, і         | 1899–1901                       | |                                               |
| 95        | Експериментальний цех Заводу верстатів-автоматів ім. М. Горького, просп. Берестейський, 67                                                                            | А            | 1935–1936                       | |                                               |
| 96        | Елеватор, вул. Набережно-Хрещатицька, 10 | А            | 1951–1954                       | |                                               |
| 97        | Єврейський молитовний будинок, вул. Андріївська, 2/12 | А            | 1902                            | |                                               |
|           | Житлові будинки (які містяться не на вулицях — комплексних пам'ятках)                                                                                                 |              |                                 | |                                               |
| 98        | Житловий будинок, вул. Андріївська, 9 | А            | Кін. XIX ст.                    | |                                               |
| 99        | Житловий будинок, вул. Багговутівська, 32 | А            | 1910–1915                       | |                                               |
| 100       | Житловий будинок, вул. Академіка Богомольця, 5 | А            | 1914                            | |                                               |
| 101       | Житловий будинок, вул. Братська, 14 | А            | Поч. XX ст.                     | |                                               |
| 102       | Житловий будинок, вул. Воздвиженська, 43 | А            | 1907                            | |                                               |
| 103       | Житловий будинок, вул. Волоська, 5 | А            | 1-ша пол. XIX ст.               | |                                               |
| 104       | Житловий будинок, вул. Дарвіна, 5 | А            | 1930-ті pp.                     | |                                               |
| 105       | Житловий будинок, вул. Дарвіна, 10 | А            | 1930-ті pp.                     | |                                               |
| 106       | Житловий будинок, вул. Дмитрівська, 35 | А            | Кін. XIX — поч. XX ст.          | |                                               |
| 107       | Житловий будинок, вул. Дмитрівська, 52 | А            | Поч. XX ст.                     | |                                               |
| 108       | Житловий будинок, вул. Жилянська, 39/92 | А            | 1908                            | |                                               |
| 109       | Житловий будинок, вул. Жилянська, 41 | А            | 1912–1913                       | |                                               |
| 110       | Житловий будинок, вул. Жилянська, 108 | А            | Поч. XX ст.                     | |                                               |
| 111       | Житловий будинок, вул. Жилянська, 120-а | А            | 1900                            | |                                               |
| 112       | Житловий будинок, вул. Ірининська, 7 | А            | 1907                            | |                                               |
| 113       | Житловий будинок, пров. Л. Кецховелі, 11 | А            | 1860                            | |                                               |
| 114       | Житловий будинок, вул. Михайла Бойчука, 3 | А            | 1950-ті pp.                     | |                                               |
| 115       | Житловий будинок, вул. Kociopa, 26/2 | А            | 1927–1928                       | |                                               |
| 116       | Житловий будинок, вул. Кравченко М., 21 | А, М         | 1913–1914                       | |                                               |
| 117       | Житловий будинок, вул. Крутий узвіз, 4 | А            | 1846                            | |                                               |
| 118       | Житловий будинок, вул. Кудрявська, 2 | А            | 1952                            | |                                               |
| 119       | Житловий будинок, вул. Кудрявська, 16 | А            | Кін. XIX — поч. XX ст.          | |                                               |
| 120       | Житловий будинок, пров. Липський, 3 | А            | Поч. 1910-х pp.                 | |                                               |
| 121       | Житловий будинок, вул. Мануїльського, 25 | А            | 1910-ті pp.                     | |                                               |
| 122       | Житловий будинок, вул. Юрія Іллєнка, 75 | А            | 1936                            | |                                               |
| 123       | Житловий будинок, пров. Музейний, 4 | А            | 1909                            | |                                               |
| 124       | Житловий будинок, пров. Музейний, 6 | А            | Поч. XX ст.                     | |                                               |
| 125       | Житловий будинок, вул. Нагірна, 7 | А            | Поч. XX ст.                     | |                                               |
| 126       | Житловий будинок, вул. Нагірна, 14 | А            | 1900-ті pp.                     | |                                               |
| 127       | Житловий будинок, вул. Ольгинська, 1/17 | А            | 1909                            | |                                               |
| 128       | Житловий будинок, вул. Пирогова, 6 | А, і         | 1909                            | |                                               |
| 129       | Житловий будинок, вул. Рогнідинська, 2 | А            | 1910–1911                       | |                                               |
| 130       | Житловий будинок, Вознесенський узвіз, 26 | А            | Кін. XIX — поч. XX ст.          | |                                               |
| 131       | Житловий будинок, вул. Студентська, 7 | А            | 1914                            | |                                               |
| 132       | Житловий будинок, вул. Михайла Омеляновича-Павленка, 14/12 | А            | Поч. XX ст.                     | |                                               |
| 133       | Житловий будинок, вул. А. Тарасової, 4 | А, М         | 1909                            | | У лютому 2012 розпочались роботи по демонтажу |
| 134       | Житловий будинок, вул. Тургеневська, 19 | А            | 1901                            | |                                               |
| 135       | Житловий будинок, вул. Фрунзе, 2/9 | А            | 1886                            | |                                               |
| 136       | Житловий будинок, пров. Чеховський, 11 | А            | 1910-ті pp.                     | |                                               |
| 137       | Житловий будинок, пров. Чеховський, 10/23 | А            | 1902                            | |                                               |
| 138       | Житловий будинок, вул. Кудрявська, 11 | А, і         | 1890-х pp.                      | проживав Дроздов М. М. |                                               |
| 139       | Житловий будинок, вул. Ірининська, 5 | А, і         | 1907                            | проживав Корчак-Чепурківський О. В., перебував Лифар С. М. |                                               |
| 140       | Житловий будинок, Вознесенський узвіз, 13 | А, і         | 1893                            | проживав Моргілевський І. В. |                                               |
| 141       | Житловий будинок, вул. Гоголівська, 34 | А, і         | Поч. XX ст.                     | проживали Артоболевський В. М., Лінка Н. В., Михайловський І. Д., Тулуб П. О.                                                                                     |                                               |
| 142       | Житловий будинок, Десятинний пров. 7 | А, і         | 1899                            | проживали Анциферов М. П., Давидов О. С., Пасічник М. В., Пекар С. І., перебував Мачтет Г. О.                                                                     |                                               |
| 143       | Житловий будинок, вул. Гоголівська, 23 («Будинок з котами») | А, і         | 1909                            | проживали Левченко М. 3., Тимошенко С. П. |                                               |
| 144       | Житловий будинок, вул. Ольгинська, 2/1 | А, і         | Кін. XIX — поч. XX ст.          | проживали Мілютенко Д. О., Юра Г. П., Яковченко М. Ф. |                                               |
| 145       | Житловий будинок Заводу «Більшовик», просп. Берестейський, 45 | А            | 1940-рр.                        | |                                               |
| 146       | Житловий будинок Заводу «Більшовик», просп. Берестейський, 43 | А, і         | Кін. 1930-х pp.                 | проживали Хохлови В. Г. та О. Г. |                                               |
| 147       | Житловий будинок Кооперативу «Харчовик», вул. Павлівська, 13/48 | А, і         | 1930                            | містилася конспіративна квартира Сороки М. А. |                                               |
| 148       | Житловий будинок працівників «Київенерго», вул. Братська, 4 | А            | 1930-ті pp.                     | |                                               |
| 149       | Житловий будинок працівників Склотарного заводу, вул. Вишгородська, 26-а                                                                                              | А            | 1951                            | |                                               |
| 150       | Житловий будинок спеціалістів (перший), просп. Берестейський, 30 | А            | 1930-ті pp.                     | |                                               |
| 151       | Житловий будинок співробітників Наркомгоспу УРСР, вул. Пирогова, 2 | А            | 1938                            | |                                               |
| 152       | Житловий будинок співробітників НКВС, вул. Академіка Богомольця, 7/14                                                                                                 | А            | 1934–1935                       | |                                               |
| 153       | Житловий комплекс, вул. Довнар-Запольського, 2/20 — вул. Коперника, 18                                                                                                | А            | 1927–1929                       | |                                               |
| 154       | Завод «Арсенал», вул. Московська, 2—10 | і            | XVIII—XX ст.                    | |                                               |
| 154.1     | Механічний цех заводу «Арсенал», вул. Московська, 8 | А            | 1912–1914                       | |                                               |
| 155       | Завод Гретера, Криваненка і К°, вул. Індустріальна, 2—4, просп. Берестейський, 49/2                                                                                   | і            | XIX–XX ст.                      | |                                               |
| 155.1     | Адміністративний корпус № 2 | і            |                                 | містився командний пункт 167-ї Сумсько-Київської стрілецької дивізії                                                                                              |                                               |
| 156       | Залізнична колонія | А, і         | Кін. XIX — поч. XX ст.          | |                                               |
| 156.1     | Притулок для дітей-сиріт, вул. Фурманова, 1/5 | А, і         | 1899–1901                       | навчалися Кудряшов В. С., Кулаков М. М., Петрицький А. Г., Соколов А. М.                                                                                          |                                               |
| 156.2     | Хіміко-технічна лабораторія, вул. Фурманова, 3/8 | А, і         | 1899–1911                       | |                                               |
| 157       | Залізнична станція Дарниця, вул. Привокзальна, 3 | А            | 1954                            | | Знесений у 2003[джерело?]                     |
| 158       | Залізничний вокзал станції Київ-Пасажирський, пл. Вокзальна, 1 | А, і         | 1927–1932                       | |                                               |
| 159       | Заньковецької вулиця | А, і, мб     | Кін. XIX–XX ст.                 | |                                               |
| 159.1     | Будинок (другий) житлового кооперативу «Радянський лікар» № 5/2 | А, і         | 1931–1936                       | проживали відомі діячі науки і культури |                                               |
| 159.2     | Житловий будинок № 6 | А            | 1914                            | |                                               |
| 159.3     | Житловий будинок № 10/7 | А            | 1901                            | |                                               |
| 159.4     | Житловий будинок № 4 | А, і         | 1913–1914                       | проживав Паторжинський І. С. |                                               |
| 159.5     | Житловий будинок № 7 | А, і         | 1904                            | проживали Ахматова А. А., Прилюк Д. М., бував Гумільов М. С. |                                               |
| 160       | Звіринецькі печери, вул. Мічуріна, 17—22 | а, і         | XII—XVII ст.                    | поховання о. Валентина, Каманіна І. М. |                                               |
| 161       | ЗІС—5 (вантажівка), Голосіївський просп., 42 | і            | 1940-ві pp.                     | |                                               |
| 162       | Золоті ворота | А, і         | XI ст.                          | |                                               |
| 163       | Золотоворітська вулиця | і, мб        | XI—XX ст.                       | містилася «Театральна академія» |                                               |
| 163.1     | Житловий будинок № 3 | і            | 1898—99                         | |                                               |
| 163.2     | Житловий будинок № 4 | і            | 2-га пол. XIX ст.               | проживав Різниченко В. Ф. |                                               |
| 163.3     | Житловий будинок № 6 | А, і         | 1894                            | проживали Бердяєв М. О., Фрумін І. Й. |                                               |
| 164       | Зоологічний парк, просп. Берестейський, 32 | і            | 1913–1914                       | |                                               |
| 165       | Ігорівська вулиця | і, мб        | XIX–XX ст.                      | |                                               |
| 165.1     | Готель № 12 | А            | 1843, 1873                      | |                                               |
| 165.2     | Житловий будинок № 11/2 | А            | XIX ст.                         | |                                               |
| 165.3     | Житловий будинок № 7 | А            | Кін. XIX ст.                    | |                                               |
| 165.4     | Житловий будинок № 16/6 | А, і         | 1893                            | проживав Хвойка В. В. |                                               |
| 166       | Іллінська вулиця | А, і, мб     | Поч. XIX–XX ст.                 | |                                               |
| 166.1     | Житловий будинок № 16/6 | А            | XIX ст.                         | |                                               |
| 166.2     | Житловий будинок № 20 | А            | Серед. XIX ст.                  | |                                               |
| 166.3     | Житловий будинок № 22 | А            | 1880                            | |                                               |
| 167       | Іллінська церква, вул. Почайнинська, 2 | А, М         | Кін. XVII–XX т.                 | |                                               |
| 167.1     | Дзвіниця Іллінської церкви з корпусом Малої бурси, вул. Почайнинська, 2                                                                                               | А            | Поч. XVIII ст.                  | |                                               |
| 167.2     | Крамниці Іллінської церкви, вул. Набережно-Хрещатицька, 25/2 | А            | XIX ст.                         | |                                               |
| 167.3     | Огорожа з брамою, вул. Почайнинська, 2 | А            | Серед. XVIII–XIX ст.            | |                                               |
| 167.4     | Проскурня, вул. Почайнинська, 2 | А            | 2-га пол. XVIII ст.             | |                                               |
|           | Інститути |              |                                 | |                                               |
| 168       | Інститут біоорганічної хімії та нафтохімії, Харківське шосе, 50 | і, М         | 1977                            | працював Гутиря В. С. |                                               |
| 169       | Інститут газу, вул. Дегтерьовська, 39 | і            | 1960–1962                       | працювали відомі вчені |                                               |
| 170       | Інститут гематології та переливання крові, вул. М. Берлинського, 12                                                                                                   | і            | 1967                            | працював Лаврик С. С. |                                               |
| 171       | Інститут геофізики ім. С. Субботіна, просп. Академіка Палладіна, 32                                                                                                   | і            | 1966                            | працювали відомі вчені |                                               |
| 172       | Інститут геохімії, мінералогії та рудоутворення, просп. Академіка Палладіна, 34                                                                                       | і            | 1967                            | працювали відомі вчені |                                               |
| 173       | Інститут геронтології, вул. Вишгородська, 67 | і            | 1964–1972                       | працював Горєв М. М. |                                               |
| 174       | Інститут гідромеханіки, вул. Желябова, 8/4 | і            | 1956, 1970-ті pp.               | працювали відомі вчені |                                               |
| 175       | Інститут екогігієни і токсикології ім. Л. Медведя, вул. Героїв оборони, 6                                                                                             | і            | 1969–1970                       | працювали відомі вчені |                                               |
| 176       | Інститут експериментальної патології онкології і радіобіології ім. Р. Кравецького, вул. Васильківська, 45                                                             | і            | 1960–70-ті pp.                  | працювали відомі вчені |                                               |
| 177       | Інститут електродинаміки, просп. Берестейський, 56 | і            | 1961, 1983                      | працювали відомі вчені |                                               |
| 178       | Інститут ендокринології та обміну речовин, вул. Вишгородська, 69 | і            | 1970, 1976, 1992                | працював Комісаренко В. П. |                                               |
| 179       | Інститут загальної та неорганічної хімії ім. В. Вернадського, просп. Академіка Палладіна, 32/34                                                                       | і            | Бл. 1969                        | працювали відомі вчені |                                               |
| 180       | Інститут кібернетики ім. В. Глушкова, вул. Академіка Глушкова, 40 | і, М         | 1960-ті pp., 1971–1973          | працювали відомі вчені |                                               |
| 181       | Інститут колоїдної хімії та хімії води ім. А. Думанського, бульв. Академіка Вернадського, 42                                                                          | і            | 1974–1975                       | працювали відомі вчені |                                               |
| 182       | Інститут металофізики ім. Г. Курдюмова, бульв. Академіка Вернадського, 36                                                                                             | і            | 1965–1985                       | працювали відомі вчені |                                               |
| 183       | Інститут механіки ім. С. Тимошенка, вул. Нестерова, 3 | і            | 1961–1973                       | працювали відомі вчені |                                               |
| 184       | Інститут мікробіології і вірусології ім. Д. Заболотного, вул. Академіка Заболотного, 154                                                                              | і            | 1964                            | працювали відомі вчені |                                               |
| 185       | Інститут молекулярної біології і генетики, вул. Академіка Заболотного, 150                                                                                            | і            | 1967–1968                       | працював Зосимович В. П. |                                               |
| 186       | Інститут надтвердих матеріалів, вул. Автозаводська, 2 | і            | 1956, 1967                      | працював Бакуль В. М. |                                               |
| 187       | Інститут нейрохірургії ім. А. Ромоданова, вул. П. Майбороди, 32 | А, і         | 1913–1987                       | працювали відомі вчені |                                               |
| 187.1     | Лікарня римсько-католицької громади (клінічний корпус інституту) | А, і         | 1913–1914                       | працювали відомі вчені |                                               |
| 187.2     | Адміністративно-лабораторний корпус | і            | 1983                            | працював Ромоданов А. П. |                                               |
| 188       | Інститут онкології та радіології, вул. Юлії Здановської, 33/43 | і            | 1960-ті, 1970–1971              | працював Шевченко І. Т. |                                               |
| 189       | Інститут органічної хімії, вул. Мурманська, 5 | і            | 1970                            | працювали відомі вчені |                                               |
| 190       | Інститут отоларингології, вул. Зоологічна, 3 | і            | 1961                            | працював Коломійченко О. С. |                                               |
| 191       | Інститут проблем матеріалознавства ім. І. Францевича, Вулиця Омеляна Пріцака, 3                                                                                       | і            | 1964–70-ті pp.                  | працювали відомі вчені |                                               |
| 192       | Інститут теоретичної фізики ім. М. Боголюбова, вул. Метрологічна, 14-б                                                                                                | і, М         | 1970                            | працювали відомі вчені |                                               |
| 193       | Інститут технічної теплофізики, вул. Академіка Булаховського, 2, Желябова, 2-а                                                                                        | і            | 1960-ті pp.                     | працювали відомі вчені |                                               |
| 194       | Інститут фармакології та токсикології, вул. Е. Потьє, 14 | і            | 1964                            | працювали відомі вчені |                                               |
| 195       | Інститут фізики, просп. Науки, 46 | А, і, М      | 1953                            | працювали відомі вчені |                                               |
| 196       | Інститут фізики напівпровідників, просп. Науки, 41, 45, вул. Лисогірська, 4                                                                                           | і            | Поч. 1960-х рр.                 | працювали відомі вчені |                                               |
| 197       | Інститут фізико-технологічних металів та сплавів, бульв. Академіка Вернадського, 34/1                                                                                 | і            | 1964–1970-ті pp.                | працював Горшков А. А. |                                               |
| 198       | Інститут фізичної хімії ім. Писаржевського, просп. Науки, 31 | і            | 1958–1970                       | працювали відомі вчені |                                               |
| 199       | Інститут фізіології ім. О. Богомольця, вул. Академіка Богомольця, 4                                                                                                   | і            | 1934–1936 рр., 1979             | працювали відомі вчені |                                               |
| 199.1     | Могила Богомольця О. О. | і            | 1947                            | |                                               |
| 200       | Інститут фізіології рослин і генетики, вул. Васильківська, 31/17 | і            | 1946–1960-ті pp.                | працювали відомі вчені |                                               |
| 201       | Інститут ядерних досліджень, просп. Науки, 47 | і            | 1950–70-ті рр.                  | працювали відомі вчені |                                               |
| 202       | Інститутська вулиця | А, і, мб     | XIX–XX ст.                      | |                                               |
| 202.1     | Біржа № 7 | А, і         | 1870–1873                       | |                                               |
| 202.2     | Другий житловий будинок працівників Ради Народних Комісарів УСРР № 20/8                                                                                               | А, і         | 1930-ті pp.                     | проживали Козицький П. О., Коротченко Д. С., Мануїльський Д. 3.                                                                                                   |                                               |
| 202.3     | Житловий будинок № 16 | А            | 1935                            | |                                               |
| 202.4     | Житловий будинок № 22/7 | А            | 1930-ті pp.                     | |                                               |
| 202.5     | Житловий будинок № 11-а | і            | XIX ст.                         | проживали Крутень Є. М., Ніколаєви В. М. і Л. В., містився склад видань соціал-демократичної газети «Искра»                                                       |                                               |
| 202.6     | Житловий будинок № 27/6 | А, і         | 1912                            | проживали родина Лучицьких, Лічков Л. С. |                                               |
| 202.7     | Житловий будинок № 13/4 | А, і         | 1909                            | містилася явочна квартира підпільної організації «Арсеналець» |                                               |
| 202.8     | Житловий будинок працівників Ради Народних Комісарів УСРР № 10/1 | А            | 1930-ті pp.                     | |                                               |
| 202.9     | Житловий будинок УВО для комскладу Червоної армії № 15/5 | А            | 1934–1937                       | |                                               |
| 202.10    | Інститут шляхетних дівчат (тепер — Міжнародний центр культури і мистецтв, також називався «Жовтневий палац») № 1                                                      | А, і         | 1838–1843                       | викладав Лисенко М. В., містилося управління НКВС УРСР, судили і розстрілювали жертв сталінського режиму.                                                         |                                               |
| 202.11    | Київська контора Державного банку (тепер будівля НБУ) № 9-а | А, і, М      | 1-а третина XX ст.              | |                                               |
| 202.12    | Особняк № 8 | А            | Кін. XIX — поч. XX ст.          | |                                               |
| 202.13    | Особняк № 12 | А            | Кін. XIX ст.                    | |                                               |
| 202.14    | Особняк № 26 | А            | 1900–1910                       | |                                               |
| 203       | Іподром, вул. Михайла Омеляновича-Павленка, 9 | А            | 1915–1916                       | |                                               |
| 204       | Іподром, вул. Академіка Глушкова, 10 | А            | 1962–1969                       | |                                               |
| 205       | Казенний винний склад № 1, вул. Кудрявська, 14 | А            | 1896                            | |                                               |
| 206       | Київська районна електростанція, вул. Електриків, 11 | А            | 1930-ті pp.                     | |                                               |
| 207       | Київська фортеця, розміщена на пагорбах високого правого берега Дніпра, обмежених з півночі Кловським яром, з півдня і заходу — схилами долини р. Либідь              | А, і         | XVIII—XIX ст.                   | |                                               |
| 207.1     | Стара Києво-Печерська фортеця (цитадель) | А, і         | XVIII ст.                       | |                                               |
| 207.1.1   | Земляні укріплення цитаделі з бастіонами | А            | XVIII ст.                       | |                                               |
| 207.1.2   | Арсенал, вул. Січневого повстання, 30 | А, і         | 1784, 1803                      | у креслярській канцелярії працював Андрієвич Я. М. |                                               |
| 207.1.3   | Васильківська равелінна брама, вул. Цитадельна, 3 | А            | 1755                            | |                                               |
| 207.1.4   | Гауптвахта, вул. Січневого повстання, 44 | А, і         | 1898                            | |                                               |
| 207.1.5   | Казарми військово-сирітського відділення, вул. Цитадельна, 3 | А, і         | 1812–1814                       | |                                               |
| 207.1.6   | Московська верхня брама, вул. Січневого повстання | А            | 1765                            | |                                               |
| 207.1.7   | Московська нижня брама, вул. Наводницька | А            | 1779                            | |                                               |
| 207.1.8   | Пороховий льох в Олексіївському бастіоні, вул. Січневого повстання, 46                                                                                                | А            | 1783                            | |                                               |
| 207.1.9   | Пороховий льох у Павлівському бастіоні, вул. Січневого повстання, 17                                                                                                  | А            | 1748                            | |                                               |
| 207.2     | Звіринецьке укріплення, вул. Тимірязєва, 1 | А, і         | 1810–1812                       | |                                               |
| 207.3     | Головна Київська фортеця, охоплює Печерську височину між Кловським яром на півночі, Наводницьким яром на півдні, схилами долини р. Либідь на заході та берегом Дніпра | А            | 1830–60-ті pp.                  | |                                               |
| 207.3.1   | Васильківське укріплення, вул. Чигоріна, Ігоря Брановицького, Євгена Коновальця                                                                                       | А            | 1831–1844                       | |                                               |
| 207.3.1.1 | Вежа № 1, вул. Євгена Коновальця, 38 | А, і         | 1831–1837                       | |                                               |
| 207.3.1.2 | Вежа № 2, вул. Євгена Коновальця, 44 | А            | 1833–1844                       | |                                               |
| 207.3.1.3 | Вежа № 3 (Прозоровська), вул. Євгена Коновальця, 34 | А, і         | 1838–1839                       | |                                               |
| 207.3.1.4 | Київський тюремний замок | А            | 1812–1817                       | |                                               |
| 207.3.2   | Госпітальне укріплення, вул. Госпітальна, Євгена Коновальця | А            | 1836–1851                       | |                                               |
| 207.3.2.1 | Будинок госпіталю з лазнею, вул. Госпітальна, 18 | А, і         | 1836–1842                       | |                                               |
| 207.3.2.2 | Капонір першого полігона, Лабораторний пров., 24 | А            | 1843–1844                       | |                                               |
| 207.3.2.3 | Капонір другого полігона, вул. Госпітальна, 24-а | А            | 1843–1844                       | |                                               |
| 207.3.2.4 | Капонір третього полігона, вул. Госпітальна, 18 | А            | 1844                            | |                                               |
| 207.3.2.5 | Косий капонір, вул. Госпітальна, 24-а | А, і         | 1844–1846                       | |                                               |
| 207.3.2.6 | Меморіал учасникам революції, вул. Госпітальна, 24-а | і, М         | 1905–1907                       | |                                               |
| 207.3.2.7 | Північна брама з капоніром Госпітального укріплення, вул. Госпітальна, 18                                                                                             | А            |                                 | |                                               |
| 207.3.2.8 | Північна напіввежа Госпітального укріплення, вул. Госпітальна, 16 | А, і         | 1839–1842                       | у військово-фельдшерській школі навчалися Бєдний Дем'ян, Вишня Остап, Любченко П. П., Огієнко І. І., Щорс М. О.                                                   |                                               |
| 207.3.3   | Арсенальні виробничі майстерні, вул. Московська, 2 | А            | 1850–1854                       | |                                               |
| 207.3.4   | Вежа № 4, вул. Московська, 47 | А            | 1833–1839                       | |                                               |
| 207.3.5   | Вежа № 5, Печерський узвіз, 16 | А            | 1833–1846                       | |                                               |
| 207.3.6   | Вежа № 6, вул. Московська, 8 | А            | 1846–1851                       | |                                               |
| 207.3.7   | Казарми військових кантоністів, вул. Московська, 45 | А            | 1835–1839                       | |                                               |
| 207.3.8   | Казарма жандармського полку, вул. Московська, 22 | А, і         | 1844–1847                       | |                                               |
| 207.3.9   | Казарма на перешийку з Микільською брамою фортеці, вул. Січневого повстання, 2                                                                                        | А, і         | 1846–1850                       | |                                               |
| 207.3.10  | Підпірна верхня стіна, Паркова дорога, 2 | А            | 1853–1855                       | |                                               |
| 207.3.11  | Підпірна нижня стіна, Набережне шосе | А            | 1856                            | |                                               |
| 207.4     | Лисогірське укріплення, Наддніпрянське шосе | А            | 1871–1877                       | |                                               |
| 208       | Київський водогін | А, і         | Кін. XIX — поч. XX ст.          | |                                               |
| 208.1     | Будка над артезіанською свердловиною № 23, вул. Набережно-Хрещатицька, 8                                                                                              | А            | Поч. XX ст.                     | |                                               |
| 208.2     | Водонапірна башта, Хрещатий парк | А            | 1876–1877                       | |                                               |
| 208.3     | Нижня машинна станція, Набережне шосе, 8 | і, А         | Кін. XIX ст.                    | | Знесена.                                      |
| 208.4     | Фільтр в урочищі Палестина, Володимирський узвіз, 1 | А            | 1886–1887                       | |                                               |
| 208.5     | Фонтани Київського товариства водопостачання, розміщені у парках і скверах центральної частини міста                                                                  | А, М         | Рубіж XIX–XX ст.                | |                                               |
| 209       | Київський метрополітен | А            | 2-га пол. XX ст.                | |                                               |
| 209.1     | Станція «Арсенальна» | А            | 1960                            | |                                               |
| 209.2     | Станція «Вокзальна» | А            | 1960                            | |                                               |
| 209.3     | Станція «Дніпро» | А            | 1960                            | |                                               |
| 209.4     | Станція «Золоті ворота» | А            | 1991                            | |                                               |
| 209.5     | Станція «Університет» | А            | 1960                            | |                                               |
| 209.6     | Станція «Хрещатик» | А            | 1960                            | |                                               |
| 210       | Київський національний економічний університет, просп. Берестейський, 54/1                                                                                            | і            | 1953–1958                       | працював Короїд О. С. |                                               |
| 211       | Кирилівська лікарня, вул. Кирилівська, 103 | А, і         | XIX–XX ст.                      | |                                               |
| 211.1     | Акушерська клініка Жіночого медичного інституту | А, і         | 1912–1913                       | |                                               |
| 211.2     | Каплиця з моргом | А            | 1902                            | |                                               |
| 211.3     | Лікарняний корпус | А            | 1803                            | |                                               |
| 211.4     | Пральня | А            | 1823                            | |                                               |
| 212       | Кирилівська стоянка, вул. Фрунзе, 59—61 |              | Пізній палеоліт                 | |                                               |
| 213       | Кирилівський монастир, вул. Фрунзе, 103 | А, і, М      | XII—XIX ст.                     | |                                               |
| 213.1     | Кирилівська церква | А, і, М      | XII—XIX ст.                     | |                                               |
| 213.1     | Мур монастиря | А            | 1773–1787                       | |                                               |
| 214       | Кирилівські печери, вул. Фрунзе, 103 | а            | XI—XII ст.                      | |                                               |
| 215       | Китаївська пустинь, вул. Китаївська, 15—32 | А, і         | XVI—XX ст.                      | |                                               |
| 215.1     | Братський корпус | А            | 1843–1844                       | |                                               |
| 215.2     | Будинок для старих | А            | 1894                            | |                                               |
| 215.3     | Господарське подвір'я | А            | 2-га пол. XIX — поч. XX ст.     | |                                               |
| 215.4     | Могила преподобного Досифея | і            |                                 | |                                               |
| 215.5     | Могила преподобного Феофіла | і            |                                 | |                                               |
| 215.6     | Трапезна з келіями | А            | 1-ша пол. XIX ст.               | |                                               |
| 215.7     | Троїцька церква | А, і         | 1763–1767                       | |                                               |
| 216       | Китаївський археологічний комплекс, Китаїв | а            | IX—XIII ст.                     | |                                               |
| 216.1     | Городище |              |                                 | |                                               |
| 216.2     | Курганний могильник |              |                                 | |                                               |
| 216.3     | Поселення |              |                                 | |                                               |
| 217       | Китаївські печери', Китаїв | а            | XVI—XVIII ст.                   | |                                               |
| 217.1     | Печерний комплекс на території Виноградного садка |              |                                 | |                                               |
| 217.2     | Печерний комплекс на території Китаївського городища |              |                                 | |                                               |
| 218       | Кінофабрика ВУФКУ (Національна кіностудія художніх фільмів ім. О. Довженка), просп. Берестейський, 44                                                                 | А, і         | 1926–1928                       | |                                               |
| 219       | Кловський (Стефанич) монастир, вул. Шовковична, 27 | а            | XI ст.                          | |                                               |
| 220       | Кловський палац, вул. П. Орлика, 8 | А, і         | Серед. XVIII — XIX ст.          | |                                               |
| 221       | Клуб «Металіст» (тепер Палац культури «Більшовик»), просп. Берестейський, 38                                                                                          | А            | 1931–1934                       | |                                               |
| 222       | Колона магдебурзькому праву, Набережне шосе, 8 | А, і         | 1802–1808                       | |                                               |
| 222.1     | Вхід і сходи до Колони магдебурзькому праву | А            | 1914–1915                       | |                                               |
| 223       | Комерційне училище, пров. А. Горської, 3 | А, і         | 1911–1912                       | |                                               |
| 224       | Симона Петлюри вулиця (з 2009 року, до цього — вул. Комінтерну) | А, і, мб     | Кін. XIX–XX ст.                 | |                                               |
| 224.1     | Будинок інституту «Київдіпротранс» № 15 | А            | 1956                            | |                                               |
| 224.2     | Житловий будинок № 7—9 | А            | 1930-ті pp.                     | |                                               |
| 224.3     | Житловий будинок № 11/106 | А            | Кін. XIX ст.                    | |                                               |
| 224.4     | Житловий будинок № 12 | А, і         | 1883, 1940-ві pp.               | містився Клуб трудящих осіб. |                                               |
| 224.5     | Житловий будинок № 14 | А, і         | 1874–1875                       | містилася книгарня журналу «Киевская старина», бував Тесленко А. Ю.                                                                                               |                                               |
| 224.6     | Житловий будинок робітників та інженерно-технічних працівників заводу «Транссигнал» № 3/25                                                                            | А            | 1935                            | |                                               |
| 225       | Комплекс єврейської лікарні, вул. Багговутівська, 1 | А, і         | Кін. XIX — поч. XX ст.          | |                                               |
| 225.1     | Інфекційний корпус | А            | 1905—06                         | |                                               |
| 225.2     | Перший дитячий корпус | А, і         | 1893—95                         | працював Чернов В. Є. |                                               |
| 226       | Контрактова площа | А, і, мб     | XVIII—XX ст.                    | |                                               |
| 226.1     | Будинок Сухоти Н. (магістрат) № 12 | А, і         | XIX ст.                         | |                                               |
| 226.2     | Греко-Синайський Свято-Катерининський монастир № 2-б | А            | XVIII — поч. XX ст.             | |                                               |
| 226.2.1   | Дзвіниця № 2-б | А            | 1914                            | |                                               |
| 226.2.2   | Прибутковий будинок № 2-б | А            | 1912                            | |                                               |
| 226.3     | Житловий будинок № 7 | А            | 1798                            | |                                               |
| 226.4     | Житловий будинок № 8 | А            | 1799, 1858                      | |                                               |
| 226.5     | Житловий будинок № 10-а | А            | 1911                            | |                                               |
| 226.6     | Клуб «Харчовик» (тепер Дитячий музичний театр), вул. Межигірська, 2                                                                                                   | А            | 1931–1933                       | |                                               |
| 227       | Контрактовий будинок, вул. Межигірська, 1 | А, і         | 1815–1817                       | |                                               |
| 228       | Копирів кінець, займає площу бл. 40 га в районі Кудрявських схилів, Глибочиці, Вознесенського узвозу                                                                  | а            | X—XIII ст.                      | |                                               |
| 228.1     | Церква, Вознесенський узвіз, 20 | а            | XI ст.                          | |                                               |
| 228.2     | Церква, Несторівський пров., 9 | а            | XII—XIII ст.                    | |                                               |
| 229       | Костянтинівська вулиця |              | XIX–XX ст.                      | |                                               |
| 229.1     | Духовна семінарія № 5 | А, і         | 1828–1830                       | | Стан незадовільний.                           |
| 229.2     | Житловий будинок № 1/2 | А            | Поч. XX ст.                     | |                                               |
| 229.3     | Житловий будинок № 7 | А            | 1860                            | |                                               |
| 229.4     | Житловий будинок № 16 | А            | 1899                            | |                                               |
| 229.5     | Житловий будинок № 18 | А            | Серед. XIX ст.                  | |                                               |
| 229.6     | Житловий будинок № 19 | А            | 1898, 1913                      | |                                               |
| 229.7     | Житловий будинок № 21/12 | А            | 1858                            | |                                               |
| 229.8     | Житловий будинок № 23/15 | А            | 1897                            | |                                               |
| 229.9     | Житловий будинок (Будинок Петра I) № 6/8 | А, і         | Рубіж XVII–XVIII ст.            | перебував Ведель А. Л., проживав Яновський Ф. Г. |                                               |
| 229.10    | Садиба повітового дворянського училища: фасадний будинок, вул. Костянтинівська, 9; флігель, Хорива, 6                                                                 | А, і         | XIX ст.                         | містилася перша недільна школа |                                               |
| 230       | Костьольна вулиця | А, і, мб     | XIX–XX ст.                      | |                                               |
| 230.1     | Житловий будинок № 3 | А            | 1871, 1913                      | |                                               |
| 230.2     | Житловий будинок № 4 | А            | 1887                            | |                                               |
| 230.3     | Житловий будинок № 5 | А, і         | 1871, 1913                      | |                                               |
| 230.4     | Житловий будинок № 7 | А            | 1910                            | |                                               |
| 230.5     | Житловий будинок № 9 | А, і         | 1912–1913                       | проживав Корольов С. П. |                                               |
| 230.6     | Житловий будинок № 8 | і            | Поч. XX ст.                     | проживали Белина-Скупевський С. Б., Чумак В. Г., Шамо І. Н. | Стан незадовільний.                           |
| 230.7     | Житловий будинок № 15 | А, і         | 1937                            | проживали відомі вчені. |                                               |
| 230.8     | Житловий будинок кооперативу «Сяйво» № 6 | А, і         | 1927                            | |                                               |
| 231       | Коцюбинського Михайла вулиця | А, і, мб     | XIX–XX ст.                      | |                                               |
| 231.1     | Житловий будинок № 3 | А, і         | 1912                            | проживав Дітеріхс М. М. |                                               |
| 231.2     | Житловий будинок № 2 | і            | 1955–1957                       | проживали відомі письменники. |                                               |
| 231.3     | Житловий будинок співробітників АН УРСР № 9 | А, і         | 1936–1937                       | |                                               |
| 231.4     | Особняк № 8 | А            | 1864, 1876                      | |                                               |
| 231.5     | Садиба (Міхельсона Ф. Г.) № 12 | і            | 1899–1909                       | в навчальних закладах Валькера Г. А. вчилися Архипенко О. П., Горовиць В. С., Кавалерідзе І. П., Симиренко В. Л., працювали Перетц В. М., Тутковський П. А.       |                                               |
| 232       | Круглоуніверситетська вулиця | А, і, мб     | XIX–XX ст.                      | |                                               |
| 232.1     | Житловий будинок № 7 | А            | 1914–1915                       | |                                               |
| 232.2     | Житловий будинок № 4 | і            | Рубіж XIX–XX ст.                | проживав Ернст Ф. Л. |                                               |
| 232.3     | Житловий будинок № 6 | і            | Рубіж XIX–XX ст.                | проживала Екстер О. О. |                                               |
| 232.4     | Житловий будинок співробітників обласної міліції № 2/1 | А            | 1933–1935                       | |                                               |
| 232.5     | Особняк № 12 | А            | Поч. XX ст.                     | |                                               |
| 232.6     | Особняк № 10 | А, і         | 1892                            | містився польський театр «Студія». |                                               |
| 233       | Купецьке зібернна (Національна філармонія України), Володимирський узвіз, 2                                                                                           | А, і         | 1882                            | |                                               |
| 234       | Курганний могильник, розташований в урочищі Батиєва гора | а            | IX—X ст.                        | |                                               |
| 235       | Курганний могильник, розташований вздовж першої і другої тераси Кирилівської височини (сучасна вул. Фрунзе)                                                           | а            | IX—XIII ст.                     | |                                               |
| 236       | Леонтовича вулиця | і, мб        | 2-га пол. XIX — 1-а пол. XX ст. | |                                               |
| 236.1     | Житловий будинок № 6-а | А, і         | 1-ша пол. 1930-х pp.            | проживав Макаренко А. С. |                                               |
| 236.2     | Житловий будинок № 4 | і            | 1886                            | проживав Малишевський І. Г. |                                               |
| 236.3     | Житловий будинок № 7 | А, і         | 1882–1910 pp.                   | проживали Бец В. О., Іконников В. С. |                                               |
| 236.4     | Їдальня студентів університету № 3 | А            | 1902–1903                       | |                                               |
| 236.5     | Інститут біохімії ім. О. Палладіна № 9 | і            | 1935                            | проживали і працювали відомі вчені. |                                               |
| 236.6     | Інститут світової економіки і міжнародних відносин № 5 | і            | Поч. XX ст.                     | працював Шлепаков А. М. |                                               |
| 237       | Липська вулиця | А, і, мб     | XVIII — 2-га пол. XX ст.        | |                                               |
| 237.1     | Будинок міського початкового училища ім. Бунге М. X. (тепер Штаб цивільної оборони України) № 18/5                                                                    | А, і         | 1904                            | |                                               |
| 237.2     | Житловий будинок № 12/5 | і            | 1939                            | проживав Ковпак С. A. |                                               |
| 237.3     | Особняк (Закса М. P.) № 4 | А            | 1873, 1896                      | |                                               |
| 237.4     | Особняк (Івенсен Т. П.) № 2 | А, і         | 1883                            | проживали Затонський В. П., Коротченко Д. С. |                                               |
| 237.5     | Особняк (Леопардова М. О.) № 10 | А            | 1875                            | |                                               |
| 237.6     | Особняк (Уварової Н. Ф.) № 16 | А            | 1912                            | |                                               |
| 238       | Лисенка вулиця | А, мб        | Серед. XIX — XX ст.             | |                                               |
| 238.1     | Житловий будинок № 8 | А            | 1934                            | |                                               |
| 238.2     | Житловий будинок інженерно-технічних працівників Управління Південно-Західної залізниці, № 4                                                                          | А            | 1930-ті pp.                     | |                                               |
| 238.3     | Особняк № 2 | А            | 1858–1859                       | |                                               |
| 238.4     | Управління Південно-Західної залізниці, № 6 | А, і         | 1889                            | |                                               |
| 239       | Лікарня Бабушкіних І. Б. та В. В., вул. Тверська, 7 | А            | 1911–1912                       | |                                               |
| 240       | Лікарня для чорноробів (тепер «Охматдит»), вул. В. Чорновола, 28/1 | А, і         | Кін. XIX— поч. XX ст.           | в медичних закладах працювали відомі лікарі і вчені. |                                               |
| 240.1     | Амбулаторія | А            | 1899–1901                       | |                                               |
| 241       | Лікарня євангелістської лютеранської громади, вул. В. Винниченка, 9                                                                                                   | А, і         | 1913                            | працював Іванов В. М. |                                               |
| 242       | Лікарня товариства лікувальних закладів для хронічно хворих дітей, Паркова дорога, 3/5                                                                                | А, і         | Поч. XX ст.                     | | Стан незадовільний.                           |
| 243       | Лук'янівська в'язниця, вул. Дегтерьовська, 13 | і            | XIX–XX ст.                      | |                                               |
| 244       | Лук'янівський народний будинок, вул. Дегтерьовська, 5 | А, і         | 1900–1902                       | |                                               |
| 245       | Лук'янівський парк міської залізниці, вул. Дегтерьовська, 7, 7-а | А            | Поч. XX ст.                     | | Стан незадовільний.                           |
| 246       | Луцькі казарми, вул. Дегтерьовська, 11 | А, і         |                                 | |                                               |
| 247       | Лютеранська вулиця | А, і, мб     | 1830–1950-ті pp.                | |                                               |
| 247.1     | Будинок Київського доброчинного товариства («Сулимівка») № 16 | А, і         | 1833–1835                       | |                                               |
| 247.2     | Житловий будинок № 32-а | А            | 1910-ті pp.                     | | Стан аварійний.                               |
| 247.3     | Житловий будинок № 33 | А, і         | Рубіж XIX–XX ст.                | проживав Паустовський К. Г. |                                               |
| 247.4     | Житловий будинок № 15 | А, і         | 1908                            | проживали Вербицький О. М., Міхновський Ю. М. |                                               |
| 247.5     | Житловий будинок № 13 | А, і         | Рубіж XIX–XX ст.                | проживали Курбас Лесь, Чистякова В. М. |                                               |
| 247.6     | Житловий будинок № 12 | і            | 1900–1901                       | проживали Недєлін Є. Я., Скуратов П. Л. |                                               |
| 247.7     | Житловий будинок працівників НКВС № 27—31 | А            | 1934–1935                       | |                                               |
| 247.8     | Житловий будинок наукових співробітників № 21/12 | А, і         | 1931                            | проживали відомі вчені і діячі культури. |                                               |
| 247.9     | Лютеранська євангелістська кірха № 22 | А            | 1855–1857                       | |                                               |
| 247.10    | Особняк (Аршавського С. О.) № 23 («Дім скорботної вдови») | А            |                                 | |                                               |
| 247.11    | Реальне училище та гімназія Євангелістської лютеранської громади № 18—20                                                                                              | А, і         | Кін. XIX — поч. XX ст.          | |                                               |
| 247.12    | Садиба № 6—8 | А, і         | Поч. XX ст.                     | проживали Андрєєва М. Ф., Горький М., Ковальов О. О. |                                               |